# Steve McNiven
Steve McNiven (Halifax, Nueva Escocia; 1967) es un dibujante canadiense de historietas.

## Biografía
McNiven alcanzó notoriedad al trabajar en Meridian, tras la partida de Josh Middleton. Luego pasó a Marvel Comics, en donde trabajó en Marvel Knights 4, Ultimate Secret y New Avengers. Gracias a un rápido ascenso en la industria del cómic estadounidense logró ser el dibujante principal del crossover Civil War.

## Trabajos

### Crossgen
- Meridian

### Marvel Comics
- Young Guns Sketchbook 2004
- The Avengers Vol. 3 #18
- Marvel Knights 4 #1-6
- Ultimate Special #3-4
- New Avengers #7-10 y #16
- Civil War #1-7
- Wolverine: Old Man Logan #1-7